# Bernhard Duhr
Bernhard Matthias Wilhelm Heinrich Duhr SJ  (* 2. August 1852 in Köln; † 21. September 1930 in München) war ein deutscher Jesuit, Theologe und Historiker, der durch sein mehrbändiges Hauptwerk Geschichte der Jesuiten in den Ländern deutscher Zunge bekannt wurde. Er veröffentlichte auch unter dem Pseudonym Wilhelm Warnkönig.

## Leben und Wirken
Bernhard Duhr war der Sohn des Steuerbeamten Wilhelm Heinrich Duhr und dessen Ehefrau Helena. 1872 trat er in den Jesuitenorden ein, begann das Noviziat bei Moritz Meschler (1830–1912) auf der Friedrichsburg bei Münster und setzte es in den Niederlanden in der Jesuitenniederlassung Schloss Exaten fort. Ab 1874 absolvierte er in Wijnandsrade in der Provinz Limburg das Juniorat und von 1876 bis 1879 betrieb er auf Schloss Bleijenbeek philosophische Studien. Dann war er für ein Jahr Präfekt einer Division am Jesuitenkolleg Stella Matutina in Feldkirch in Österreich. 1880 bis 1883 war er Instruktor von Maximilian von Waldburg-Wolfegg-Waldsee am Andreaskolleg Ordrupshoj bei Kopenhagen. Danach war er von 1883 bis 1884 „Socius scriptorum“ auf Schloss Bleijenbeek. In dieser Zeit regte er bei Anton Maria Anderledy, dem designierten Nachfolger des Generaloberen Pierre Jean Beckx, die Herausgabe der Reihe Monumenta Historica Societatis Iesu an, die ab 1892 durch Luis Martín García umgesetzt wurde und ab 1894 erschien.
1884 ging Duhr nach England und studierte bis 1888 in Ditton Hall, Lancashire, Theologie. Am 18. Dezember 1887 erhielt er in Liverpool die Priesterweihe, am 19. Dezember feierte er seine Primiz. Ab 1888 lebte er im damaligen Vorort Lainz von Wien. Er machte bei Emil von Bülow sein drittes Probejahr, legte 1890 die Ordensgelübde ab und führte bis 1894 im Österreichischen Staatsarchiv historische Studien durch. 1895 bis 1903 erledigte er im Schloss Exaten die Vorarbeiten für sein Hauptwerk und führte Archivstudienreisen nach Italien, Frankreich und zum Archivo General de Simancas nach Spanien durch.
1897 war er Gründer der Mitteilungen aus der Deutschen Provinz (später Mitteilungen aus den Deutschen Provinzen der Gesellschaft Jesu), die er über 30 Jahre leitete. Die letzte Ausgabe erschien 1967 unter der Redaktion von Adolf Rodewyk.
Duhr siedelte 1903 nach München über. 1907 erschien der erste Band seiner Geschichte der Jesuiten in den Ländern deutscher Zunge, die anderen Bände folgten 1913 (in zwei Teilen), 1921 und 1923 (in zwei Teilen). Das Werk umfasst die Geschichte der Jesuiten bis zur Aufhebung des Jesuitenordens 1773. Es zählt bis heute zu den Standardwerken der Ordensgeschichte.
Nach dem Ersten Weltkrieg war er auch karitativ tätig.
Der Archivar Clemens Brodkorb erstellte aus dem Nachlass von Bernhard Duhr die sogenannte Duhr-Bibliothek, die sich im Archiv der Deutschen Provinz der Jesuiten in München befindet. Sie enthält etwa 6000 Bände von Jesuiten-Autoren bis 1773 und weitere 5000 Bände mit Jesuiten-Betreffen.

## Schriften
Hauptwerk
- Geschichte der Jesuiten in den Ländern deutscher Zunge. 1907–1928.

Band 1: XVI. Jahrhundert. Herder, Freiburg 1907 (Digitalisat).
Band 2: Erste Hälfte des XVII. Jahrhunderts. 2 Teile. Herder, Freiburg 1913 (Digitalisat Teil 1, Digitalisat Teil 2).
Band 3: Zweite Hälfte des XVII. Jahrhunderts. Manz, München/Regensburg 1921 (Digitalisat).
Band 4: 18. Jahrhundert. 2 Teile. Manz, München/Regensburg 1928 (Digitalisat Teil 1, Digitalisat Teil 2).
Weitere Schriften
- als Wilhelm Warnkönig: Socialdemokraten und Jesuiten. Ein deutsches Wort an das gläubige deutsche Volk. Germania, Berlin 1890, OCLC 634288559 (Digitalisat).
- Jesuitenfabeln. Ein Beitrag zur Culturgeschichte. Herder, Freiburg 1891 (online).
- Pombal: Sein Charakter und seine Politik nach den Berichten der kaiserlichen Gesandten im geheimen Staatsarchiv zu Wien. Ein Beitrag zur Geschichte des Absolutismus. Herder, Freiburg 1891, DNB 363582010 (online).
- (Hrsg.): Complectens monumenta quae pertinent ad gymnasia, convictus (1600–1773) itemque ad rationem studiorum (anno 1832) recognitam (= Georg Michael Pachtler: Ratio studiorum et institutiones scholasticae Societatis Jesu per Germaniam olim vigentes collectae concinnatae dilucidatae. Band 4). Hofmann, Berlin 1894 (Textarchiv – Internet Archive). Neuausgabe: Biblio, Osnabrück 1968, DNB 740616196.
- als Wilhelm Warnkönig: Joseph von Görres. Ein Kämpe für die Freiheit. Germania, Berlin 1895, OCLC 163047852 (Digitalisat).
- (Mitautor): Die Studienordnung der Gesellschaft Jesu. Herder, Freiburg 1896, DNB 362104085 (online).
- Die Stellung der Jesuiten in den deutschen Hexenprozessen. Bachem, Köln 1900, OCLC 1068644030 (Digitalisat).
- August Reichensperger. Germania, Berlin 1900, OCLC 252670311 (Digitalisat).
- Johannes Baptista Diel: Friedrich Spe. 2. umgearbeitete Auflage von Bernhard Duhr. Herder, Freiburg 1901, DNB 579646912 (Digitalisat).
- (Mitautor): Aktenstücke zur Geschichte der Jesuiten-Missionen in Deutschland 1848–1872. Herder, Freiburg 1903, DNB 996068503 (Digitalisat).
- Mut und Vertrauen. Trostbüchlein für verwundete Soldaten. Manz, München/Regensburg 1914, DNB 572933355 (Digitalisat).

Französisch: Confiance! Courage! Bonsiderations et prières pour les prisonniers de guerre. Manz, München/Regensburg 1914, DNB 572933347.
- Mit Gott für König und Vaterland. Ein Kriegsgebetbüchlein. Manz, München/Regensburg 1914, DNB 572933274.
- In der großen Schicksalsstunde. Kriegs-Predigten. Manz, München/Regensburg 1914, DNB 572933363.
- Goldkörner aus eiserner Zeit. Kriegs-Exempel. 3. Auflage. Manz, München/Regensburg 1915, DNB 572933207 (Digitalisat).
- Durch zum Sieg! Ein Kriegsruf an unsere tapferen Soldaten. Manz, München/Regensburg 1915, DNB 572933177 (Digitalisat).
- Der Lügengeist im Völkerkrieg. Kriegs-Märchen. Manz, München/Regensburg 1915, DNB 572933290 (Digitalisat).
- Lichtgedanken in dunkelster Stunde. Manz, München/Regensburg 1918, DNB 572933282 (Digitalisat).
- Der Dekalog. Die Grundlage der Kultur. Herder, Freiburg 1919, DNB 579688054 (Digitalisat).
- Der Bolschewismus. Herder, Freiburg 1919, DNB 579688046 (Digitalisat).
- Das Jesuitengesetz. Sein Abbau und seine Aufhebung. Herder, Freiburg 1919, DNB 363582002 (Digitalisat).
- Großstadt-Elend und Rettung der Elendesten. Herder, Freiburg 1920, DNB 579688062 (Digitalisat).
- Georg Nöscher, ein Vater der Aermsten. Breer & Thiemann, Hamm/Westfalen 1922, DNB 365557439 (Digitalisat).
- Das große Kindersterben und Kinderelend in Deutschland. Herder, Freiburg 1923, DNB 579688070 (Digitalisat).
- P. Daniel Stadler S.J., ein Hofbeichtvater des 18. Jahrhunderts. In: Per la storia ecclesiastica e civile dell’età di Mezzo (= Miscellanea Francesco Ehrle. Scritti di Storia e Paleografia. Band 3). Biblioteca Apostolica Vaticana, Rom 1924, DNB 579712281, S. 235–257 (Online-Zugang).
- Deutsche Auslandsehnsucht im achtzehnten Jahrhundert. Aus der überseeischen Missionsarbeit deutscher Jesuiten. Ausland und Heimat, Stuttgart 1928, DNB 579688038 (Digitalisat).